# Rino Lupo
Cesare Rino Lupo (* 15. Februar 1884 in Rom; † 1934 ebenda) war ein italienischer Filmschaffender, der in zahlreichen europäischen Ländern arbeitete.

## Leben

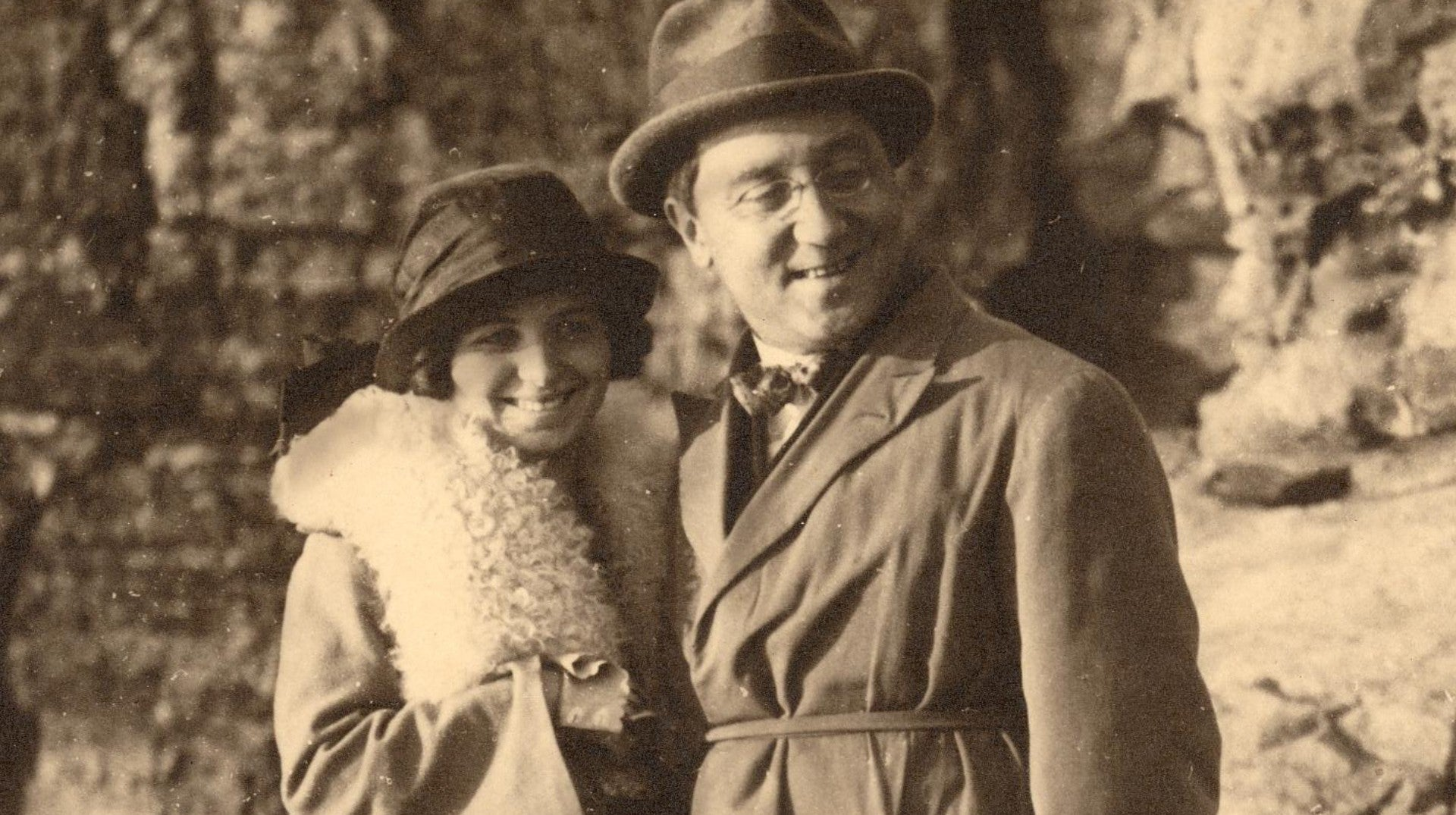
Rino Lupo und seine Frau Aida, ca. 1921.

In Rom geboren und aufgewachsen, scheint er schon früh nach Frankreich gegangen zu sein. Vermutlich arbeitete er ab 1911 dort im Film, bei Gaumont, angeheuert von Louis Feuillade. Vermutlich war er 1912 erstmals Regieassistent, bei Léonce Perrets Film Le Mariage de Minuit, und drehte danach seine ersten Kurzfilme.
Nach 1913 ging er nach Deutschland, wo er 1915 vor dem Hintergrund des ausgebrochenen Ersten Weltkriegs seinen ersten Langfilm drehte, „Wenn Völker streiten: Drama aus dem jetzigen Krieg“ (als César Lupow), der als vermutlich erster deutscher Propagandafilm gelten kann. 1915 ging er nach Dänemark, wo Slør-Danserinden entstand. Danach trieb es in nach Russland, wo er von 1916 bis 1917 arbeitete, bis er vor der Oktoberrevolution nach Polen flüchtete. In Warschau gründete er 1918 eine Filmschule und eine Filmzeitschrift, auch, um zwischen seinen Filmproduktionen seinen Lebensunterhalt zu sichern. Nach zwei Ausflügen ins Schauspielfach drehte er dort zwei weitere Filme (als Cezar Rino-Lupo), bevor er dort einen Portugiesen traf, der ihm von der Invicta Filmgesellschaft im portugiesischen Porto berichtete, wohin er danach weiterzog.
Im August 1921 stellte er sich bei der Invicta Filmes als Regisseur vor und erreichte eine Anstellung. Nach seiner ersten eigenen Regiearbeit dort (Mulheres da Beira, 1923) verließ er die Invicta wieder und gründete in Porto eine Filmschule (wo u. a. Manoel de Oliveira Unterricht nahm).
1924 ging er weiter nach Spanien, wo er Filmunterricht gab und einen Film im nordspanischen Galicien drehte, zum Teil in den Invicta Studios in Nordportugal produziert, die etwas später ihre Tätigkeit als Produktionsgesellschaft einstellten.
1926 kehrte er nach Portugal zurück, wo er weitere Filme drehte, diesmal in der Hauptstadt Lissabon. Doch das Klima im Portugiesischen Kino änderte sich nun und machte ihm das Leben zunehmend schwerer. Der kommerziell geglückte, aber künstlerisch durchgefallene José do Telhado wurde 1929 sein letzter Film. Der aufkommende Tonfilm scheint ihn dann endgültig vom aktuellen Filmgeschehen entfernt zu haben, und er verließ Portugal in Richtung Paris.
1932 ist seine Mitwirkung als Schauspieler in zwei deutschen Produktionen belegt, dann verliert sich seine Spur. Wahrscheinlich ist er 1934 unbeachtet in einem Krankenhaus in Rom gestorben, vereinzelt geben Quellen auch das Jahr 1936 an.

## Filmografie (Regie)

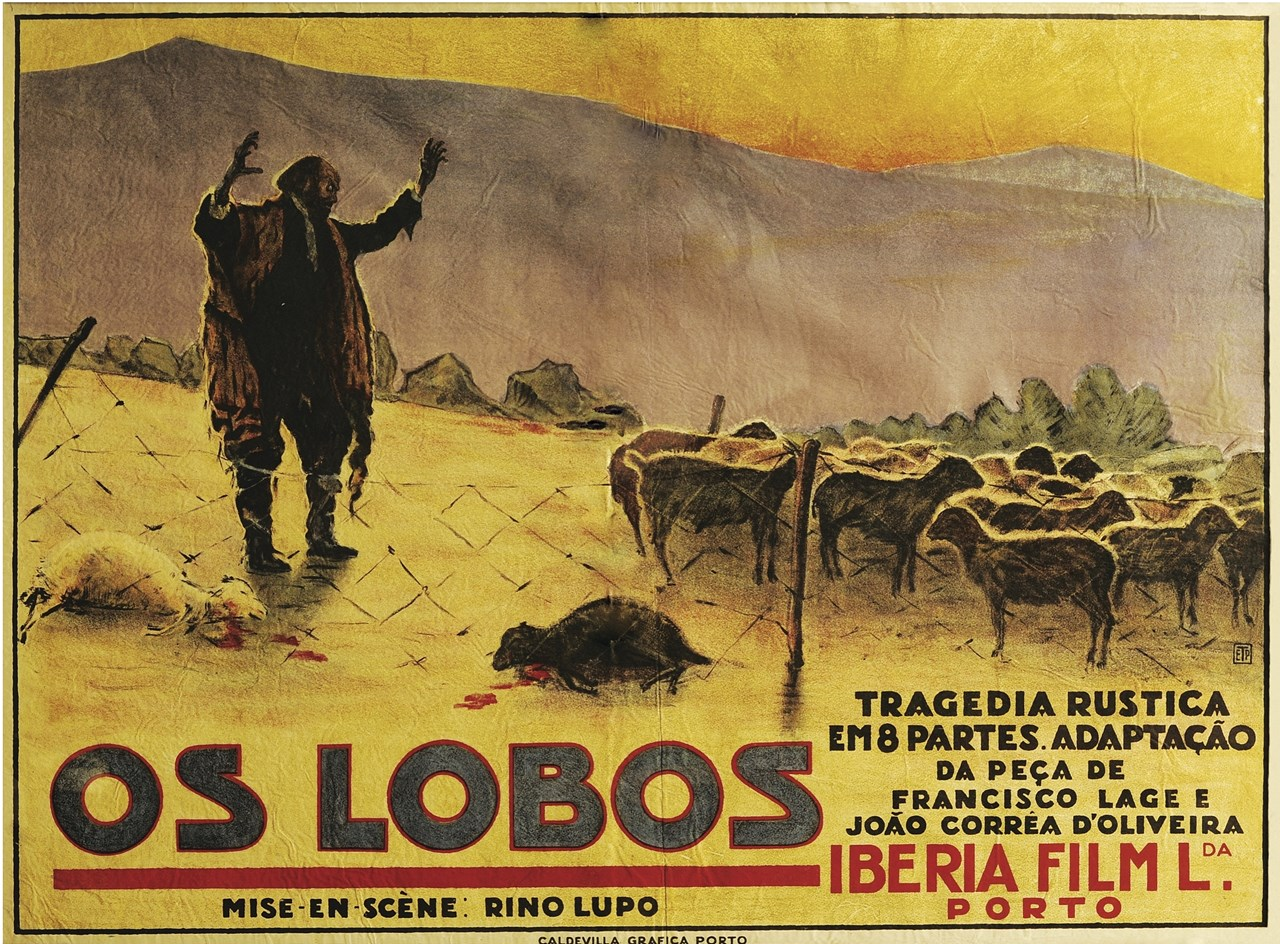
Filmplakat zu Os Lobos (1923)

- 1915: Wenn Völker streiten (Kurzfilm)
- 1915: Slør-Danserinden (Kurzfilm)
- 1921: Dwie urny (als Cezar Rino-Lupo)
- 1921: Przez pieklo (als Cezar Rino-Lupo, auch Drehbuch)
- 1923: Mulheres da Beira (auch Drehbuch)
- 1923: Os Lobos (auch Drehbuch)
- 1926: O Desconhecido
- 1926: Carmiña, flor de Galicia
- 1927: As Aventuras do Tenor Romão (Kurzfilm)
- 1928: Fátima Milagrosa (auch Drehbuch)
- 1928: O Diabo em Lisboa (unvollendet, auch Drehbuch)
- 1928: José do Telhado (auch Drehbuch)